# آی‌آر۳۵۳۵
آی‌آر۳۵۳۵ (به انگلیسی: IR3535) با فرمول شیمیایی C۱۱H۲۱NO۳ یک ترکیب شیمیایی با شناسه پاب‌کم ۱۰۴۱۵۰ است. که جرم مولی آن (۲۱۵٫۲۸۹۳۴ g/mol) می‌باشد. 
IR3535 علامت تجاری متعلق به مرک است.